# Kozani (unità periferica)
L'unità periferica di Kozani (in greco Περιφερειακή ενότητα Κοζάνης?) è una delle 4 unità periferiche in cui è divisa la periferia della Macedonia Occidentale. Il capoluogo è la città di Kozani.

## Prefettura
Kozani era una prefettura della Grecia, abolita a partire dal 1º gennaio 2011 a seguito dell'entrata in vigore della riforma amministrativa detta piano Kallikratis
La prefettura è stata istituita nel 1967 mediante la scissione della vecchia prefettura di Grevena-Kozani e confina con le altre prefetture di Kastoria ad ovest e nordovest, Florina a nord, Pella a nordest, Emazia e Pieria ad est, Larissa a sudest e Grevena a sud.
La riforma amministrativa ha anche modificato la struttura dei comuni che ora si presenta come nella seguente tabella:
| New municipality | Old municipalities   | Seat       |
| ---------------- | -------------------- | ---------- |
| Eordea           | Ptolemaida           | Ptolemaida |
| Eordea           | Agia Paraskevi       | Ptolemaida |
| Eordea           | Vermio               | Ptolemaida |
| Eordea           | Vlasti               | Ptolemaida |
| Eordea           | Mouriki              | Ptolemaida |
| Kozani           | Kozani               | Kozani     |
| Kozani           | Aiani                | Kozani     |
| Kozani           | Dimitrios Ypsilantis | Kozani     |
| Kozani           | Elimeia              | Kozani     |
| Kozani           | Ellispontos          | Kozani     |
| Servia           | Velventos-Servia     | Servia     |
| Servia           | Velventos            | Servia     |
| Servia           | Kamvounia            | Servia     |
| Servia           | Livadero             | Servia     |
| Velventos        | Velventos-Servia     | Velventos  |
| Voio             | Siatista             | Siatista   |
| Voio             | Askio                | Siatista   |
| Voio             | Neapoli              | Siatista   |
| Voio             | Pentalofos           | Siatista   |
| Voio             | Tsotyli              | Siatista   |

## Precedente suddivisione amministrativa
Dal 1997, con l'attuazione della riforma Kapodistrias, la prefettura di Kozani era suddivisa in sedici comuni e tre comunità.
| comuni               | codice YPES | capoluogo (se diverso) | codice postale | prefisso tel.   |
| -------------------- | ----------- | ---------------------- | -------------- | --------------- |
| Agia Paraskevi       | 2901        | Agios Christoforos     | 502 00         | 24630-51        |
| Aiani                | 2902        |                        | 500 04         | 24610-98        |
| Askio                | 2903        | Kaloneri               | 500 03         | 24650-71        |
| Dimitrios Ypsilantis | 2907        | Mavrodendri            | 502 00         | 24610-96        |
| Elimeia              | 2908        | Krokos                 | 500 10         | 24610-63        |
| Ellispontos          | 2909        | Koilada                | 501 00         | 24610-90        |
| Kamvounia            | 2910        | Tranovalto             | 505 00         | 24640-5         |
| Kozani               | 2911        |                        | 501 00         | da 24610-2 a -7 |
| Mouriki              | 2913        | Emporio                | 500 05         | 24630-6         |
| Neapoli              | 2914        |                        | 500 01         | 24680-2         |
| Ptolemaida           | 2916        |                        | 502 00         | 24630-27        |
| Servia               | 2917        |                        | 505 00         | 24640-2         |
| Siatista             | 2918        |                        | 503 00         | 24650-2         |
| Tsotyli              | 2919        |                        | 500 02         | 24680-31        |
| Velventos            | 2904        |                        | 504 00         | 24640-31        |
| Vermio               | 2905        | Komnina                | 500 06         | 24630-31        |
| comunità             | codice YPES | capoluogo (se diverso) | codice postale | prefisso tel.   |
| Vlasti               | 2906        |                        | 500 09         | 24630-93        |
| Livadero             | 2912        |                        | 505 00         | 24640-41        |
| Pentalofos           | 2915        |                        | 500 07         | 24680-41        |